# Maria Lvova-Belova
Pour les articles homonymes, voir Belova.
Maria Alekseïevna Lvova-Belova (en russe : Мария Алексеевна Львова-Белова), née le 25 octobre 1984 à Penza, est une femme politique russe.
Nommée commissaire aux droits de l'enfant de son pays par Vladimir Poutine en octobre 2021, elle est accusée de crimes de guerre pour avoir supervisé la déportation d'enfants ukrainiens lors de l'invasion russe de l'Ukraine de 2022-2023, et fait l'objet d'un mandat d'arrêt international émis par la Cour pénale internationale le 17 mars 2023 pour ce motif.

## Biographie

### Carrière
Maria Lvova-Belova est tout d'abord professeure de guitare. En 2008, elle fonde avec Anna Kouznetsova l'association caritative Blagovest, qui a vocation à s'occuper des enfants orphelins, en foyers, et des familles nombreuses de Penza. En 2014, elle fonde le centre Quartier Louis, pour l'adaptation sociale des personnes handicapées, et se lance dans une carrière politique à l'échelle locale. En 2019, lorsque son mari fait une reconversion professionnelle, elle rejoint le parti politique Russie unie.

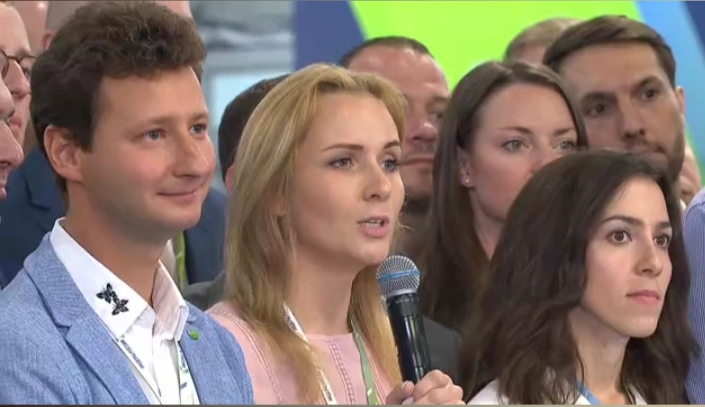
Maria Lvova-Belova en 2020, lors de la finale du concours « Leaders of Russia ».

En 2020, elle remporte le concours « leaders of Russia », compétition nationale de management, ce qui la propulse à l'échelle politique nationale. Elle devient sénatrice.
Elle est depuis octobre 2021 commissaire présidentielle aux droits de l'enfant en Russie à la demande du président russe Vladimir Poutine et en remplacement d'Anna Kouznetsova devenue députée. 

### Famille
Elle est mère de dix enfants, dont cinq adoptés, et a sous sa tutelle treize enfants en situation de handicap,. Elle est la conjointe de Pavel Kogelman.

### Guerre en Ukraine: déportation d'enfants

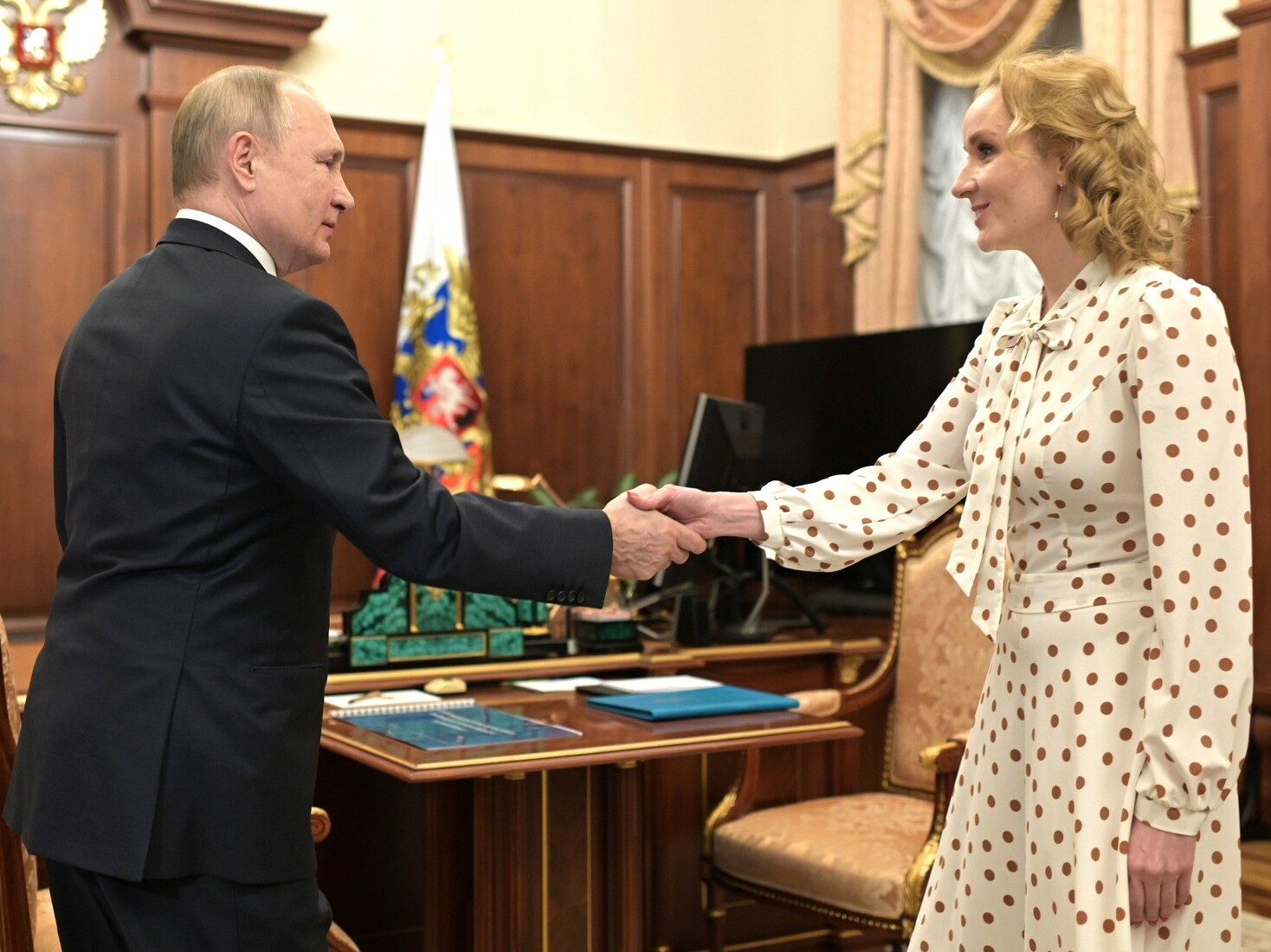
Vladimir Poutine et Maria Lvova-Belova en mars 2022.

Maria Lvova-Belova est accusée par des responsables ukrainiens, des ONG internationales et la Cour pénale internationale (CPI) d'avoir supervisé la déportation, le transfert et l'adoption forcés d'enfants ukrainiens lors de l'invasion russe de l'Ukraine en 2022,. Elle participe activement à la propagande en faveur de ce programme d’État : elle intervient régulièrement à la télévision et sur les réseaux sociaux pour inciter ses concitoyens à accueillir des enfants ukrainiens, et affirme avoir elle-même adopté un adolescent de 15 ans originaire de Marioupol, « grâce au président russe », qu'elle remercie pour cela,.
Elle fait l'objet de sanctions de l'Union européenne en raison de son implication dans des crimes de guerre lors de l'invasion russe de l'Ukraine en 2022, le transfert forcé d'enfants étant une violation des conventions de Genève et « un acte constitutif du crime de génocide tel que défini par l'Organisation des Nations unies ». Son rôle est également déterminant dans l'utilisation de camps pour les enfants ukrainiens et leur endoctrinement.
Le 17 mars 2023, un mandat d'arrêt international est émis par la CPI à son encontre pour crime de guerre en Ukraine, en raison de sa responsabilité dans la déportation d'enfants ukrainiens,,.